# Diamond DA40
O Diamond DA40 é uma aeronave monomotor, de origem austríaca, que possui 4 assentos. Construída a partir de materiais compósitos, tem sua produção na Áustria e Canadá.